# Liste der Schleusen der Saale

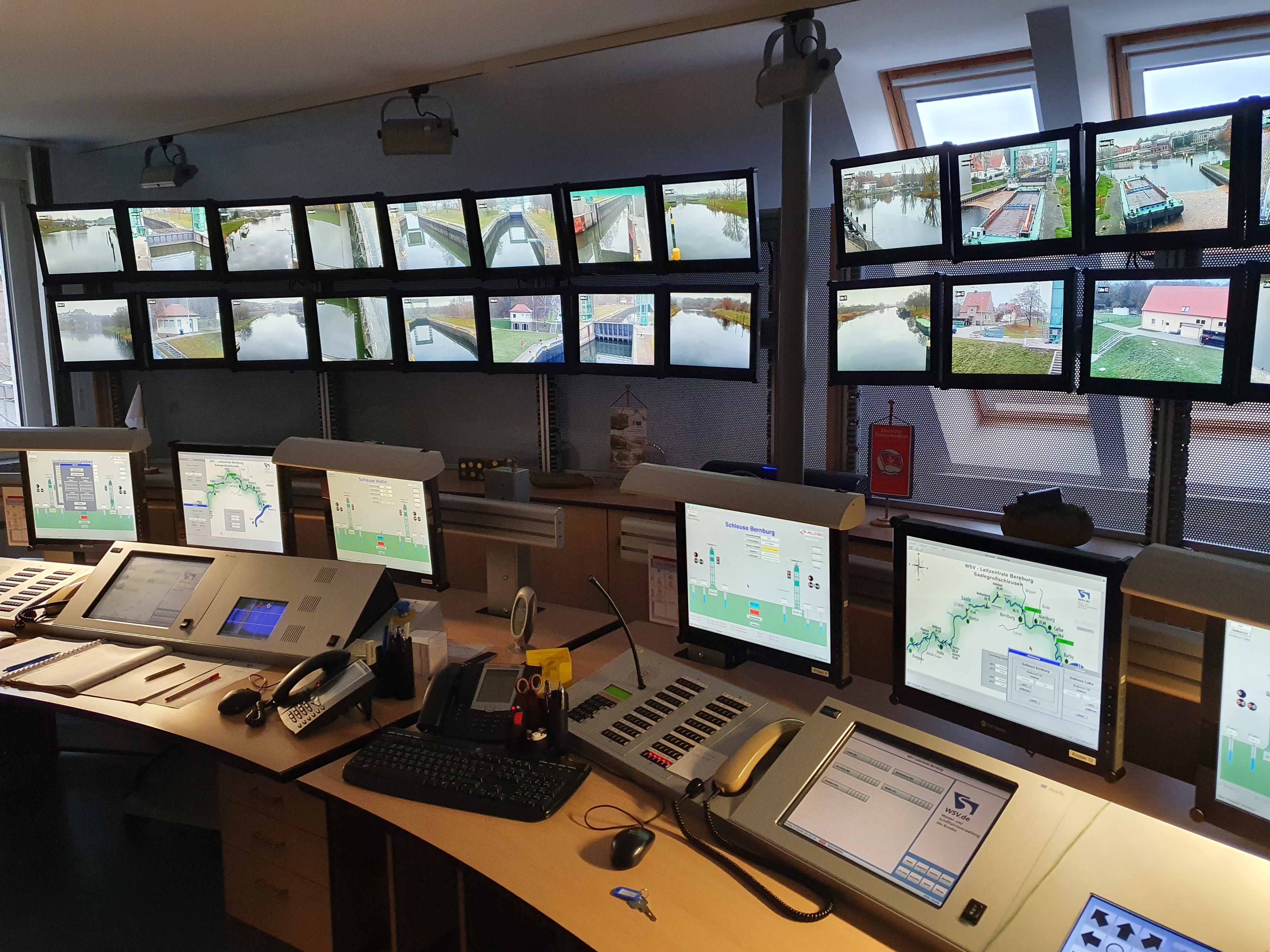
Fernbedienung der Saalegroßschleusen in der Revierzentrale Bernburg

Die Liste der Schleusen der Saale führt alle vorhandenen und nichtvollendeten Schleusen im Verlauf des Flusses und in den zur Verbesserung der Schifffahrt beziehungsweise aus hydrologischen Gründen künstlich angelegten und kanalartigen, saalewasserführenden Seitenarmen auf. Im Jahr 1926 beschloss die Reichsregierung im Rahmen der Planungen für den Mittellandkanal-Südflügel zum Wasserstraßenanschluss von Leipzig die Saale für 1000-Tonnen-Schiffe auszubauen. Dies geschah ab 1933 bis in den Zweiten Weltkrieg von der Mündung bei Barby bis Halle. Ein Ausbau oberhalb Halle war seit dem Ende des Zweiten Weltkrieges nicht mehr vorgesehen.
Die Saale ist ein Fluss in Bayern, Thüringen und Sachsen-Anhalt. Mit einer Länge von 413 Kilometern ist sie nach der Moldau der zweitlängste Nebenfluss der Elbe.
Seit dem 3. Oktober 1990 ist die Saale von km 0,0 bis 124,40 Bundeswasserstraße und wird von der Wasserstraßen- und Schifffahrtsverwaltung des Bundes (Wasserstraßen- und Schifffahrtsamt Magdeburg) betreut. Seit dem 1. Juli 2010 werden die Schleusen über die Revierzentrale Bernburg fernbedient und sind nicht mehr personell besetzt. Ab der Rohrbrücke Leuna-Kröllwitz (Saale-Km 124,40) ist der Fluss Landeswasserstraße. Zuständig ist der Landesbetrieb für Hochwasserschutz und Wasserwirtschaft Sachsen-Anhalt. Die Schleusen im Oberlauf des Flusses sind entweder Selbstbedienungsschleusen oder werden nach telefonischer Voranmeldung vor Ort bedient.

## Großschleusen der Saale
Die Anmeldung zur Schleusung erfolgt per Telefon bzw. UKW
| Ort        | Name der Schleuse   | Wasserstraßenkilometer | Abmessungen (Kammerlänge / Torweite / Kammerbreite / Fallhöhe) | Verkehrsfreigabe / Baujahr / Sanierung            | Bild | Koordinaten                  |
| ---------- | ------------------- | ---------------------- | -------------------------------------------------------------- | ------------------------------------------------- | ---- | ---------------------------- |
| Calbe      | Schleuse Calbe      | Sl 20,00               | L 105,00 m / B 12,00 m / B 20,00 m / Fallhöhe 3,46 m           | 1934/41                                           |      | 51° 54′ 12″ N, 11° 47′ 21″ O |
| Bernburg   | Schleuse Bernburg   | Sl 36,10               | L 103 m / B 12 m / B 20,00 m / Fallhöhe 3,28 m                 | 1934/38                                           |      | 51° 47′ 47″ N, 11° 44′ 5″ O  |
| Alsleben   | Schleuse Alsleben   | Sl 50.30               | L 103 m / B 12 m / B 20,00 m / Fallhöhe 4,07 m                 | 1937/39                                           |      | 51° 42′ 25″ N, 11° 40′ 42″ O |
| Rothenburg | Schleuse Rothenburg | Sl 58,70               | L 103 m / B 12 m / B 20,00 m / Fallhöhe 3,07 m                 | 1938/42                                           |      | 51° 39′ 17″ N, 11° 45′ 7″ O  |
| Wettin     | Schleuse Wettin     | Sl 70,40               | L 103,00 m / B 12,00 m / B 20,00 m / Fallhöhe 2,51 m           | 1938, Baustopp 1942/43, Ende der 1940er Weiterbau |      | 51° 34′ 56″ N, 11° 47′ 39″ O |

## Saaleschleusen WSA Außenbezirk 5, Halle (Saale) / Merseburg
Die Anmeldung zur Schleusung erfolgt per Telefon
| Ort                                                       | Name der Schleuse           | Wasserstraßenkilometer | Abmessungen (Kammerlänge / Torweite / Kammerbreite / Fallhöhe) | Verkehrsfreigabe / Baujahr / Sanierung / Umbau | Bild | Koordinaten                  |
| --------------------------------------------------------- | --------------------------- | ---------------------- | -------------------------------------------------------------- | ---------------------------------------------- | ---- | ---------------------------- |
| Karte mit allen Koordinaten der Schleusen: OSM \| WikiMap |                             |                        |                                                                |                                                |      |                              |
| Trotha (Halle)                                            | Schleuse Halle-Trotha       | Sl 89,20               | L 52,89 m / B 6,12 m / Fallhöhe 2,41 m                         | 1873/74                                        |      | 51° 30′ 50″ N, 11° 57′ 17″ O |
| Halle (Saale)                                             | Schleuse Gimritz            | Sl 92,60               | L 51,00 m / B 6,11 m / Fallhöhe 0,98 m                         | 1696/1762/1852                                 |      | 51° 29′ 19″ N, 11° 57′ 20″ O |
| Halle (Saale)                                             | Schleuse Halle-Stadt        | Sl 93,60               | L m / B m / Fallhöhe 0,98 m                                    | 1835                                           |      | 51° 28′ 50″ N, 11° 57′ 37″ O |
| Halle (Saale)                                             | Schleuse Böllberg           | Sl 95,80               | L 47,29 m / B 5,60 m / Fallhöhe 1,35 m                         | 1817–1820                                      |      | 51° 27′ 49″ N, 11° 56′ 48″ O |
| Halle (Saale)                                             | Schleuse Planena            | Sl 104,40              | L 47,20 m / B 5,65 m / Fallhöhe 2,33 m                         | 1820                                           |      | 51° 24′ 58″ N, 11° 57′ 17″ O |
| Merseburg                                                 | Schleuse Merseburg-Meuschau | Sl 113,50              | L 47,46 m / B 6,00 m / B 5,60 m / Fallhöhe 2,77 m              | 1820                                           |      | 51° 21′ 36″ N, 12° 0′ 14″ O  |
| Merseburg                                                 | Rischmühlenschleuse         | Sl 115,20              | L 47,50 m / B 5,95 m / B 5,60 m / Fallhöhe 2,33 m              | 1820                                           |      | 51° 21′ 1″ N, 12° 0′ 10″ O   |

## Landeswasserstraße
Die Anmeldung zur Schleusung erfolgt per Telefon
| Ort                                                            | Name der Schleuse       | Wasserstraßenkilometer | Abmessungen (Kammerlänge / Torweite / Kammerbreite / Fallhöhe) | Verkehrsfreigabe / Baujahr / Sanierung / Umbau | Bild | Koordinaten                  |
| -------------------------------------------------------------- | ----------------------- | ---------------------- | -------------------------------------------------------------- | ---------------------------------------------- | ---- | ---------------------------- |
| Karte mit allen Koordinaten Name der Schleusen: OSM \| WikiMap |                         |                        |                                                                |                                                |      |                              |
| Bad Dürrenberg                                                 | Schleuse Bad Dürrenberg | Sl 126,20              | L ca. 47 m / B 5,50 m / Fallhöhe ? m                           | 1822, Umbau 1882/83                            |      | 51° 17′ 41″ N, 12° 3′ 35″ O  |
| Weißenfels                                                     | Herrenmühlenschleuse    | Sl 141,10              | L ca. 47,00 m / B 5,50 m / Fallhöhe ? m                        | 1821/23, Sanierung 1991                        |      | 51° 12′ 20″ N, 11° 58′ 40″ O |
| Weißenfels                                                     | Brückenmühlenschleuse   | Sl 142,50              | L ca. 47,00 m / B 5,50 m / B 7,00 m / Fallhöhe ? m             | 1821/23, Sanierung 1991                        |      | 51° 12′ 20″ N, 11° 57′ 36″ O |
| Weißenfels                                                     | Beuditzmühlenschleuse   | Sl 143,20              | L ca. 47,00 m / B 5,50 m / B 8,00 m / Fallhöhe ? m             | 1790                                           |      | 51° 12′ 19″ N, 11° 57′ 1″ O  |
| Schönburg (Saale)                                              | Oeblitzschleuse         | Sl 151,80              | L ca. 47,00 m / B 5,50 m / Fallhöhe ? m                        | 18                                             |      | 51° 11′ 14″ N, 11° 52′ 15″ O |

## Wasserbauprojekte
Drei weitere Schleusen, die Schleuse Werder im Mittelkanal, die Schleuse Halle im Umgehungskanal Halle (Saale) und die Schleuse Klein Rosenburg im Saalekanal gehörten zu dem 1933 begonnenen und 1943 eingestellten Kanalprojekt, das die Schifffahrt auf der Saale verbessern sollte. Zu diesem Projekt gehörte auch der Saale-Elster-Kanal, der die Weiße Elster in Leipzig mit der Saale bei Leuna verbinden und somit Leipzig über Saale und Elbe an das norddeutsche Wasserstraßennetz und über Hamburg an die Nordsee anbinden sollte. Der Kanal war für Schiffe bis 1000 Tonnen Tragfähigkeit geplant, was etwa der heutigen Binnenschifffahrtsklasse IV entspricht.

Die Schleuse Werder sollte die beiden Saaleschleusen Rischmühlenschleuse und Schleuse Merseburg-Meuschau ersetzen. Die geplante Fallhöhe war bei Mittelwasser 4,20 Meter und sollte die Fallhöhen der beiden alten Schleusen zusammenfassen. Die Schleuse liegt im neu angelegten Mittelkanal. Der Mittelkanal umgeht das Stadtgebiet von Merseburg mit einer Länge von rund 3,3 Kilometern.

Die Schleuse Halle im projektierten Umgehungskanal Halle (Saale) westlich vorbei am Stadtgebiet sollte die Schleuse Böllberg ersetzen.

Als Saalekanal wird der geplante Kanal von der Elbe bei Barby bis zur Saale unterhalb der Eisenbahnbrücke in Calbe bezeichnet.

## Bilder und Karten

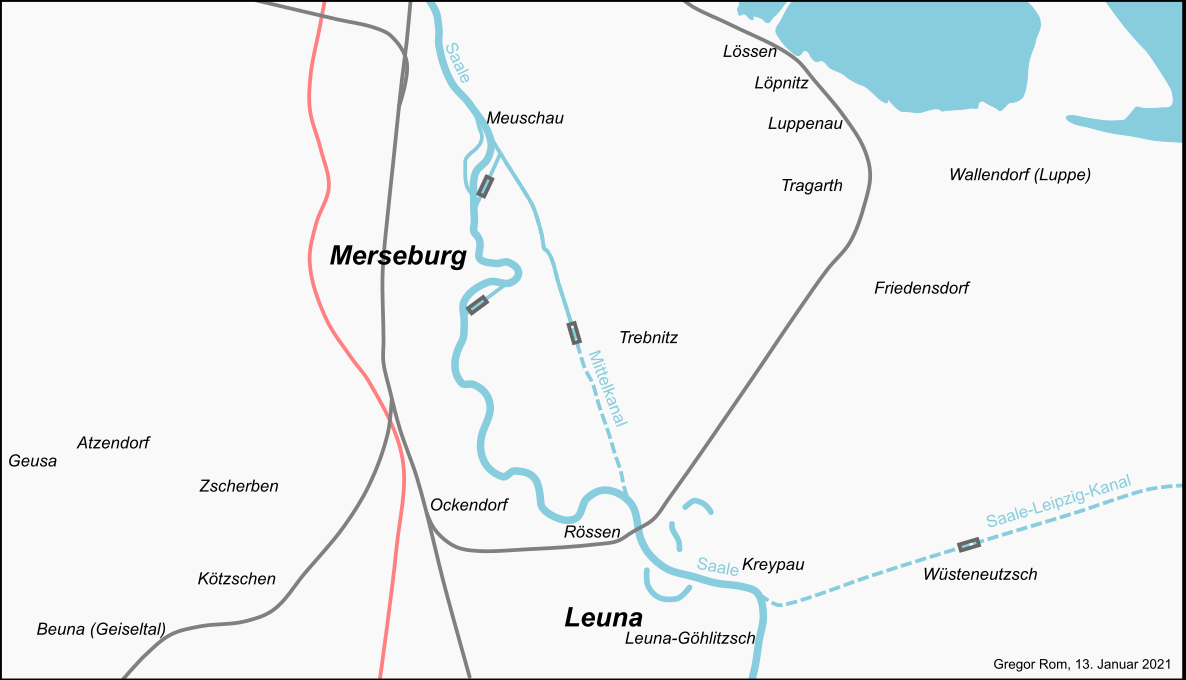
Wasserstraßen in Merseburg
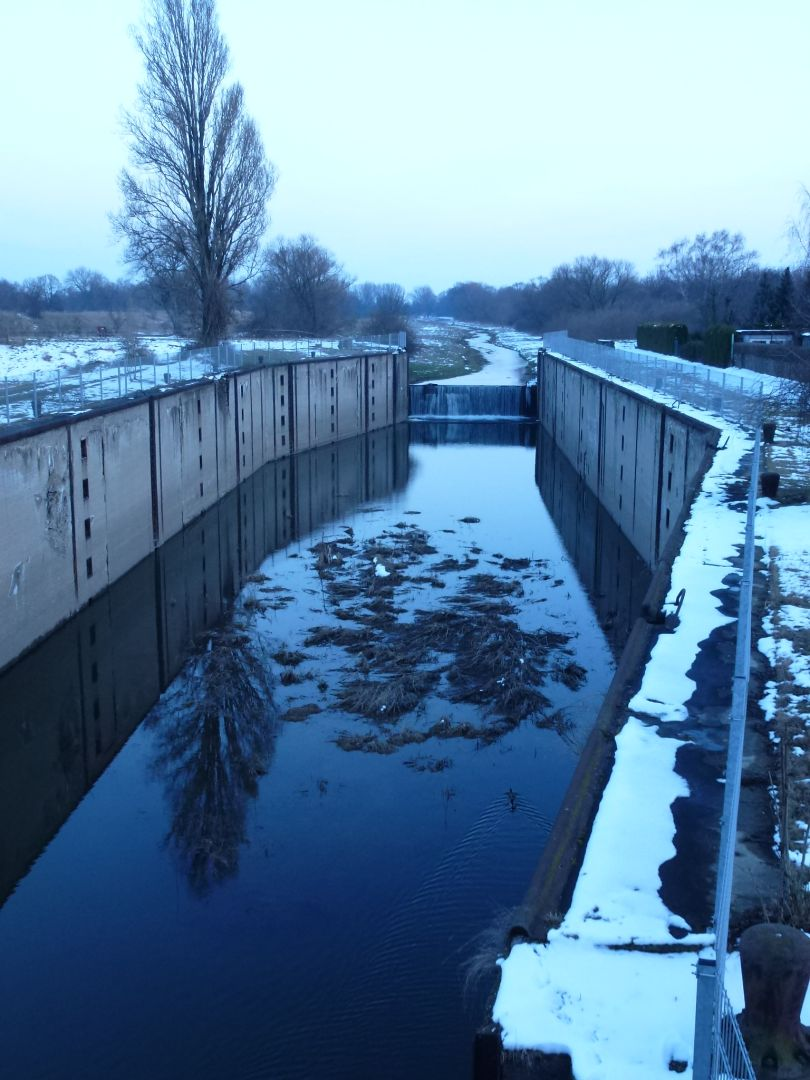
Werderschleuse 2013
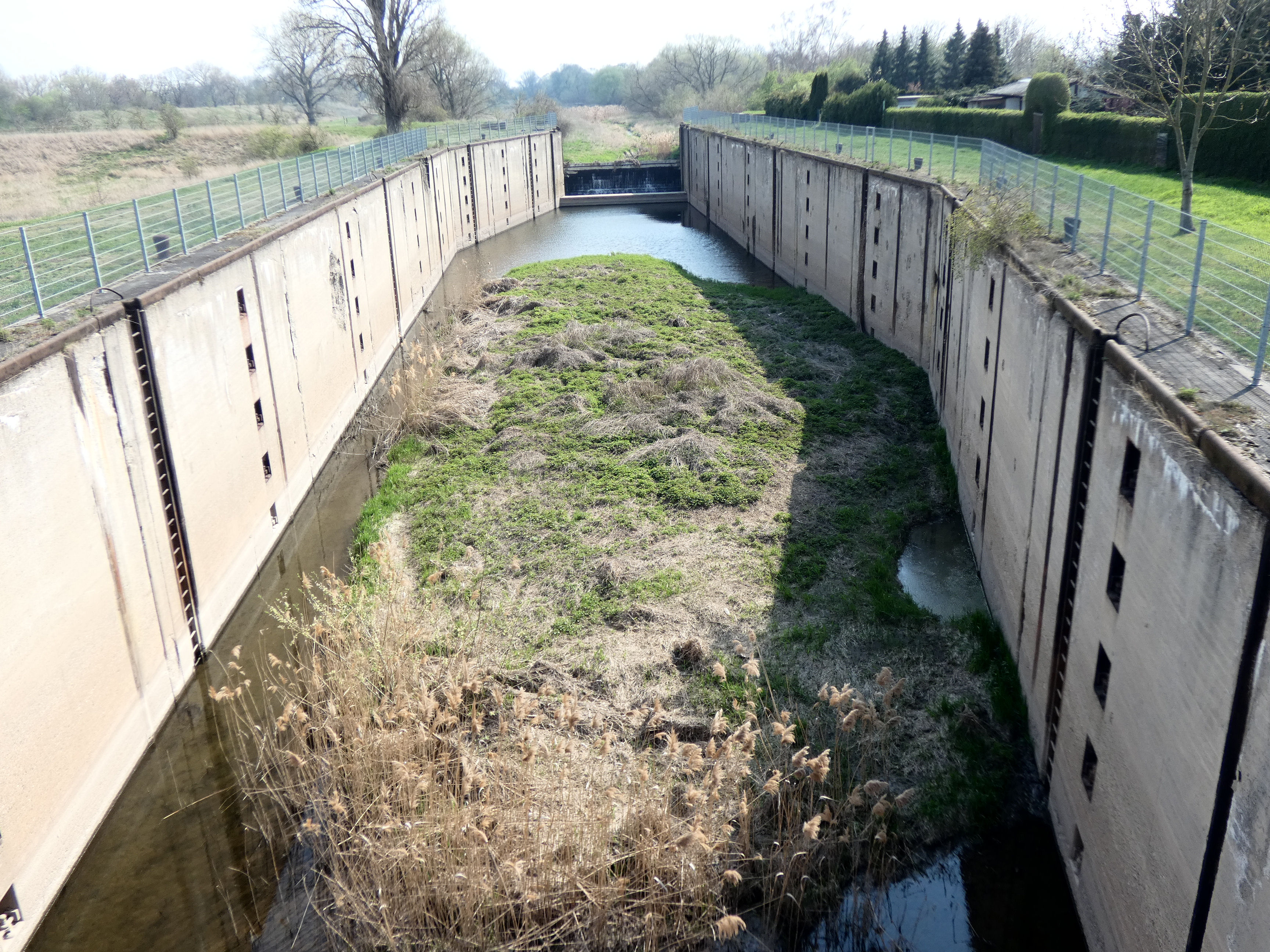
Werderschleuse 2019
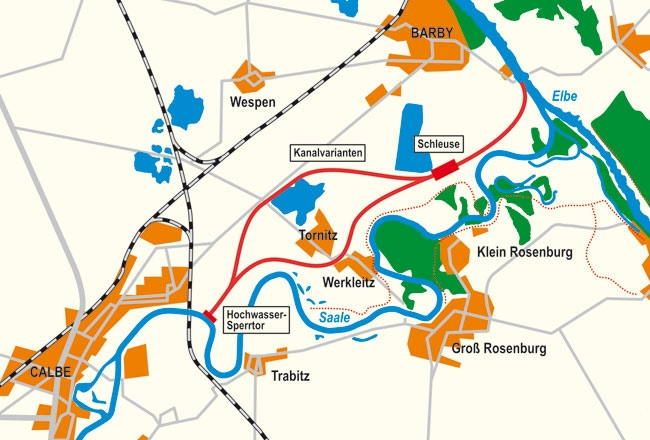
Karte geplanter Saalekanal

## Karten
- W. Ciesla, H. Czesienski, W. Schlomm, K. Senzel, D. Weidner: Schiffahrtskarten der Binnenwasserstraßen der Deutschen Demokratischen Republik 1:10.000. Band I, Herausgeber: Wasserstraßenaufsichtsamt der DDR. Berlin 1988. OCLC 830889996
- Bodo Müller: Gewässerkarte Deutschland Nordost. Edition Maritim, Hamburg 2002, ISBN 3-89225-341-2